# Ян Генрик Розен
Ян Генрик Розен  (англ. Jan Henryk de Rosen; 25 лютого 1891, Варшава — 22 серпня 1982, Арлінгтон, США) — польський художник напряму сецесії 20 століття, відомий майстер сакрального живопису. Робив фрески, ескізи до вітражів, станкові картини. Працював у Львові, Відні, Перемишлі, Вашингтоні.

## Життєпис
Народився 25 лютого 1891 року у Варшаві в родині єврейського художника-баталіста Я. де Розена, який був його першим вчителем.
Дитиною вивезений до Парижу, де мешкав разом з сестрами. Одна з них стала скульптором (Софія де Розен, 1897—1975). Освіту отримав у Швейцарії та Баварії (Мюнхен).
1914 року брав участь в першій світовій війні, служив у полку французьких кірасирів. Мав кілька нагород, серед яких і Орден почесного легіону.
З 1921 року жив на Галичині за польської окупації. Як військовий, перебував у казармах міста Броди. Як особа з доброю освітою — був запрошений до праці в Міністерстві закордонних справ. Приблизно з цього ж року займався в муніципальній школі декоративно-ужиткового мистецтва і живопису. Як художник дебютував у колективній виставці «Групи 12».
Талановитий художник в галузі сакрального мистецтва, Ян Генрик звернув на себе увагу львівського вірменського архієпископа Йосифа Теодоровича. Останній сприяв замовленню на фрески у Вірменському соборі Львова (створені у 1926—1929 роках).
У 1930-х роках запрошений на посаду професора до Львівської політехніки.
1936 — створив фрески в семінарській каплиці міста Перемишль.
1937 — відбув у США на запрошення польського дипломата, графа Єжи Потоцького, від якого отримав замовлення на створення картини «Король Ян ІІІ Собєський під Віднем». 9 листопада 1938 року відзначений Золотим академічним лавровим вінком за «видатні заслуги для польського мистецтва загалом». Розуміючи загрозу з боку нацистів у разі повернення до Європи, Розен став громадянином США.
Працював майстром живопису, вітражів. Серед останніх творів митця — картини для папи римського Івана Павла ІІ.
1982 — помер у Арлінгтоні (біля Вашингтона), США.

## Вибрані твори
- Фрески (костел кармеліток босих, м. Львів);
- Фрески (каплиця палацу католицького архієпископа, м. Львів);
- фрески (каплиця семінарії в м. Перемишль);
- Образи (каплиця Кастель Гандольфо, літньої резиденції папи римського);
- Образи (Англіканський собор м. Вашингтон, округ Колумбія, США);
- Мозаїка (собор Сент-Луїса, США);
- Фрески (англіканській собор в Сан-Франциско, США);
- Мозаїки (католицький собор святого Матвія у м. Вашингтон, США).

### Фрески (Вірменський собор), м.Львів

Усіче́ння голови св. Івана Хрестителя
Благовіщення Богородиці
Поховання св. Оділона
Уділення Святих Таїнств
Вшанування вифлеємських пастухів